# Австро-німецький поштовий союз
А́встро-німе́цький пошто́вий сою́з (нім. Deutsch-Österreichischer Postverein, буквально «німецько-австрійська поштова асоціація») — союз поштових систем Австрійської імперії та німецьких держав до їхнього об'єднання в імперію. Союз створено 1 липня 1850 року. Адміністративні передумови закладено вже Німецьким митним союзом (нім. Zollverein), заснованим 1834 року. 18 жовтня 1847 року за пропозицією Пруссії та Австрії представники зібралися на Німецьку поштову конференцію в Дрездені. Тільки 6 квітня 1850 року Пруссія й Австрія, яких затримала поточна політична ситуація, уклали договір про заснування Німецько-австрійського поштового союзу в Берліні.

## Історія

### Передумови
Баварія надрукувала свої перші поштові марки 1849 року. Від 1835 тут відкрито першу залізницю, на 1849 рік уже прокладено 6000 км колій. Економічне відродження багатьох галузей економіки зажадало добре налагодженої пошти, чого не можна було досягти при існуванні невеликих держав. Виникла потреба в компактному економічному районі.
Німецький митний союз (нім. Zollverein), заснований 1834 року, забезпечив необхідні адміністративні передумови. До 1840 23 держави, що налічували більш ніж 80 % населення, об'єдналися під керівництвом Пруссії, скасувавши митні та торговельні бар'єри. Австрія хотіла підірвати Німецький митний союз за допомогою захисних мит. І нарешті, що не менш важливо, зі вступом Ганновера Митний союз став прихильником промислової революції. Єдиний економічний регіон вимагав створення єдиної поштової системи, тому заснування Німецько-австрійської поштової спілки відіграло значну роль.
Різноманіття поштових систем охоплювало всі аспекти поштового законодавства, поштову монополію, поштові обмеження, гарантійні відносини, особливі привілеї поштових систем та санкції. Звичайно, воно торкалося тарифів на всі види поштових відправлень, свободи поштових відправлень, транзитних відносин, доставки пошти, а також обробки поштових відправлень. Огляд у табличному форматі чинного законодавства, що стосується поштової монополії та поштових обмежень у різних німецьких державах, який був підготовлений до конференції, складався з 7 друкованих сторінок форматом пів аркуша. Щодо тарифів, то були відмінності у формулюваннях тарифів, у єдиних ставках, а також у тарифних категоріях. У деяких державах тариф за пересилання листів складався з двох категорій, в інших державах — із тридцяти категорій залежно від відстані та ваги. До того ж була різноманітність мірних миль, монет та ваг.
- Наприклад, вага простого листа становила ½ віденського лота в Австрії, ¾ прусського лота в Пруссії, ½ баварського лота в Баварії, 12½ грамів у Саксонії, ¾ кельнського лота в Ганновері, ½—1 кельнський лот у Вюртемберзі, ¾ кельнського лота в Бадені, 10 грамів у Люксембурзі, 1 кельнський лот у Мекленбург-Шверині, ¾ кельнського лота в Мекленбург-Стреліці, 1 кельнський лот в Ольденбурзі, ¾—1 кельнський лот у Гольштейні та Лауенбурзі тощо. Для поштового відправлення, яке пересилалося через декілька регіонів, під час розрахунку остаточного поштового збору слід було враховувати усі ці відмінності. Австрія запропонувала вагу 8,75 г, Пруссія 12 г, Баварія 15,6 г і Саксонія 15 г. Вони домовилися про те, що 1 лот Vereinsgewicht (ваги союзу) = 15,6 г виключно. У договорі про поштову спілку його фактично збережено, але визначено як 1/30 Zollpfund (митного фунта) за кожен крок збільшення ваги листа.

### Поштова конференція
Через ці умови, що ускладнювали пересилання, рано виникла ідея створення єдиної поштової системи Німеччини. 18 жовтня 1847 року, після кількох марних зусиль, представники німецьких поштових адміністрацій, на пропозицію Пруссії та Австрії, зібралися на Німецьку поштову конференцію в Дрездені, щоб обговорити ситуацію з поштою в німецьких державах та опрацювати умови створення Німецького поштового союзу. Переговори, на 37 засіданнях яких були присутні представники всіх поштових адміністрацій Німеччини, тривали до 3 лютого 1848 року.
Найнагальнішим завданням вважалося спрощення поштового збору. Баварія запропонувала тариф 6 крейцерів за кожен лист, Австрія хотіла триступеневий тариф, а Пруссія — навіть п'ятиступеневий. Найпривабливішою виглядала пропозиція Баварії, але вважалося, що цей варіант не зможе покрити витрати на поштову службу або дешеве використання залізниці.
Розглядалося введення спеціальної поштової валюти як монети поштового союзу, але не було прийнято. Одиницею виміру мав стати один Posttaler (поштовий талер), еквівалентний 12-й частині чистого срібла кельнської марки, який складається зі 100 крейцерів.
Після того, як політична ситуація спочатку загальмувала подальшу реалізацію цієї ідеї, Пруссія і Австрія все ж відновили переговори і 6 квітня 1850 року в Берліні уклали договір про заснування Німецько-австрійського поштового союзу.

### Союз

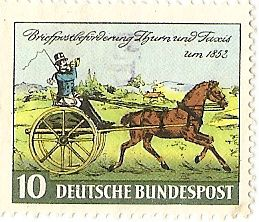
Доставка листів поштою Турн-і-Таксис у 1852 році

Спочатку союз мав з'явитися 1 травня 1850 року, але дату довелося перенести на 1 липня 1850 року. Крім двох держав-засновників, до нього приєдналися королівський уряд Баварії, королівський уряд Саксонії, уряд Великого Герцогства Мекленбург-Шверін, уряд Великого Герцогства Мекленбург-Стреліц і головне поштове управління Шлезвіг-Гольштейну. Метою договору була
|  | ...декларація про однакове регулювання тарифів і поштовій обробці листів і вантажів, що перевозяться, а також регулювання транзитних відносин не тільки для обох цих держав, але і, по можливості, для всієї федеральної території Німеччини. Оригінальний текст (нім.) ...die Feststellung gleichmäßiger Bestimmungen für die Taxierung und postalische Behandlung der Brief- und Fahrpost-Sendungen, sowie für die Regulierung der Transit-Verhältnisse nicht nur für die beiderseitigen Landesgebiete, sondern womöglich für das gesamte Deutsche Bundesgebiet. |

- 1851 року до спілки приєдналися:
  - 1 травня — князівське поштове управління Турн-і-Таксис[ru] і уряд Велике герцогство Баденського,
  - 1 червня — королівський уряд Ганноверського королівства,
  - 1 вересня — королівський уряд Вюртемберзького королівства,
  - 1 жовтня — курфюрство Гессен, Нассауське герцогство,
  - 1 грудня — вільне ганзейське місто Бремен.
- 1 січня 1852 року до поштового союзу приєднався уряд Великого герцогства Люксембург, герцогство Брауншвейг, вільне ганзейське місто Любек і уряд Великого герцогства Ольденбурзького.

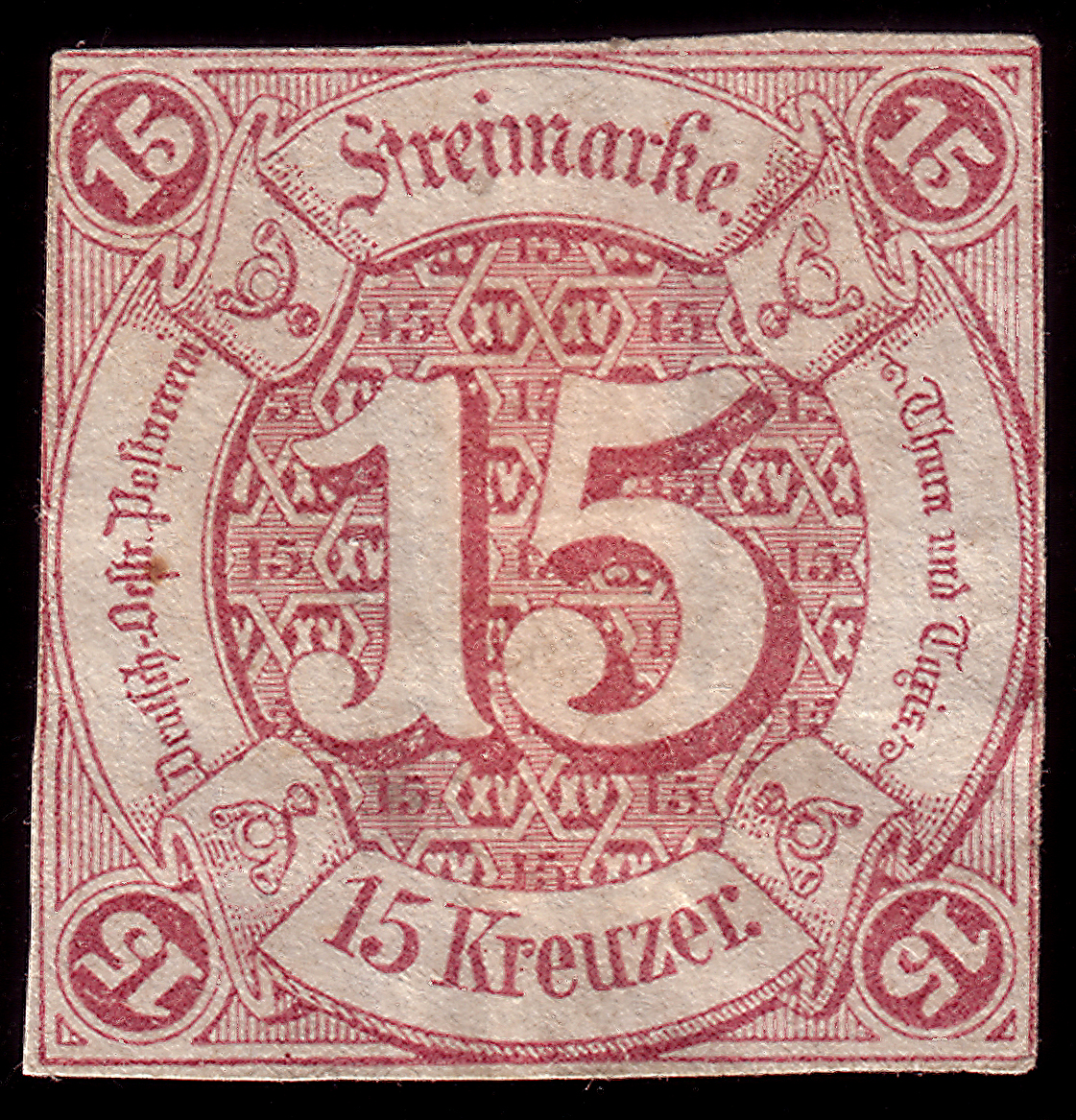
Поштова марка Турн-і-Таксис 1859 р.

Поштовий союз був єдиною поштовою територією для пересилання кореспонденції. За листи, друковані видання (нім. Kreuzbandsendungen), проби та зразки, а також за доставку газет поштою стягувалися колективні поштові збори у (спільному) поштовому просторі Союзу. Що стосується листів, проб і зразків, то їх вартість визначалась вагою відправлення і відстанню від місця відправлення до місця призначення, виміряною по прямій. Кожна поштова адміністрація мала отримувати плату за листи, надіслані з її поштових відділень, у взаємному поштовому обміні. Фактично договір передбачав свободу пересилання, але не те, що воно має бути безкоштовним. Отримання винагороди за транзитну письмову кореспонденцію, яка належала окремим поштовим адміністраціям, регулювалося окремим договором. Для свободи справляння поштових зборів існували правила. У статті 7 Договору вперше з'явився вислів «взаємний поштовий обмін держав поштового союзу» (нім. «Wechselverkehr der Postvereinsstaaten»).
Генріх фон Стефан писати:

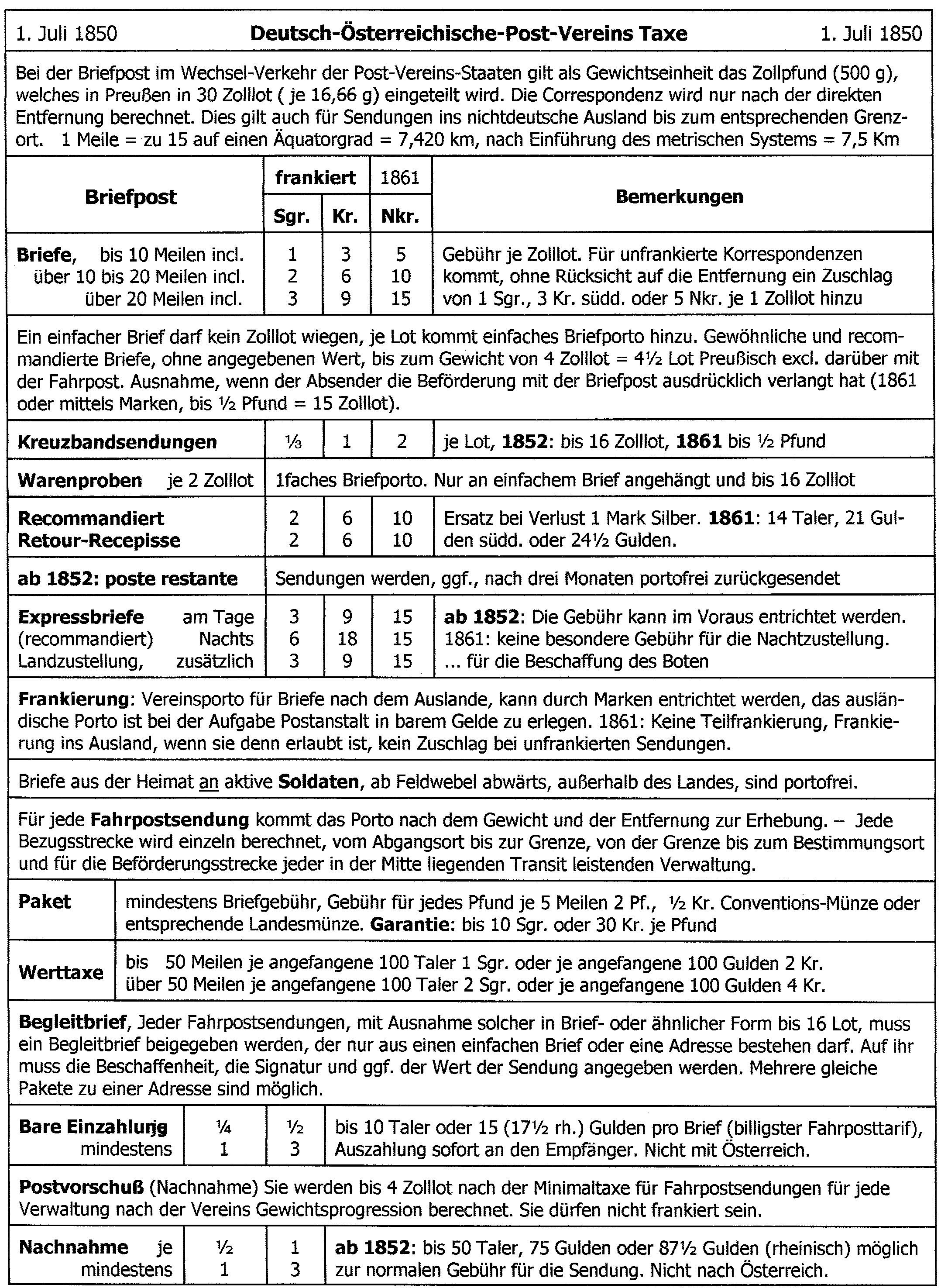
Тарифи на пересилання листів німецько-австрійського поштового союзу. 1850 рік

Тариф на пересилання листів поширювався на всю територію союзу. Передбачався виняток: «За доставку листів між двома пунктами, для яких нині існує нижчий поштовий збір, цей поштовий збір може застосовуватися в надалі після узгодження із зацікавленими поштовими адміністраціями». Що стосується вказання збору в крейцерах, то стягувалися крейцер або імперська валюта, залежно від валюти відповідної держави. Цей регламент зберігся і після введення нової грошової одиниці: 2 жовтня 1858 року Австрія ввела новий крейцер (нім. Neukreuzer).
- Листування всіх членів правлячих сімей держав союзу доставлялася без оплати поштових зборів на всій території Союзу. Додаткова кореспонденція, що стосується простих державних служб, а також службова кореспонденція поштових адміністрацій і поштових відділень, також доставлялася без оплати поштових зборів.
- Ніяких нових поштових зборів за повернення або подальше пересилання листа не стягувалося.
- Крім зазначених у таблиці мит стягувати нові мита заборонялося: вони допускалися тільки як плата за замовлення. Не заборонялася грошова винагорода за додаткові послуги (наприклад, за замовлення пересилання кур'єром).
- Поштові відправлення, адресовані в інші країни, підпадали під такі ж правила, що й пересилання всередині союзу. Додаткові поштові збори за листи без марок не застосовувалися.

Для посилок оголошення вартості було необхідним тільки при пересиланні цінностей. Відшкодування за загублену просту посилку становило 10 зільбергрошів або 30 крейцерів за фунт ваги. Поштовий збір становив 2 пфеніги за фунт, мінімальним був поштовий збір за пересилання листа. При взаємній передачі пошти, що перевозилась, поштовий збір розраховувався виходячи з відстаней між поштовими кордонами, а також між пунктами відправки і призначення. Для тарифікації поштових відправлень організували прикордонні пункти відправлень, до яких і від яких взаємно проводився розрахунок і отримання поштового збору. Тому додавалися принаймні дві відстані. Для розрахунку вартості пересилання транзитних відправлень по декількох транзитних маршрутах кількість миль довелося скоротити до середніх відстаней.
Для кожного перевезеного поштового відправлення поштовий збір розраховувався за вагою, поштовий збір за цінність стягувався тільки якщо відправлення було з оголошеною цінністю. Для кожного тарифікованого маршруту мінімальним ваговим поштовим збором вважався поштовий збір за пересилання листів. За всі поштові відправлення, для яких розраховувався вищий поштовий збір у зв'язку із застосуванням вагового тарифу, стягувалося: за кожен фунт за кожні 5 миль ½ крейцера або 2 Silberpfennig або відповідна вартість у валюті відповідної країни. Але за важкі листи поштовий збір доводилося стягувати відповідно до тарифу за лист або за перевезену пошту. Можна було надіслати поштових відправлень без марок або з повністю наклеєними марками до місця призначення. Сума поштового збору розраховувалася спеціально з урахуванням вищезазначених правил тарифікації за маршрутом доставки кожної адміністрації. Повернення і досилання поштових відправлень обкладалися збором за маршрут доставки туди й назад.
За пересилання цінностей стягувалося: на відстань до 50 миль за кожні 100 гульденів — 2 крейцери і за кожні 100 талерів — 1 зільбергрош, понад 50 миль за кожні 100 гульденів — 4 крейцери і за кожні 100 талерів — 2 зільбергроші, з приміткою, що за меншу цінність слід було стягувати збір як за повну сотню. Одержувач міг сам оголосити вартість поштового відправлення. Повернення здійснювався згідно з оголошеною вартістю. Для інших посилок поверталися максимум 10 зільбергрошів, що відповідало 30 крейцерам за фунт ваги. «Цей Договір набуває чинності 1 липня 1850 року. Він діє до кінця 1860 року, а потім із застереженням про повідомлення за рік».

### Переглянутий договір
Перша конференція відбулася 1851 року в Берліні; там 5 грудня 1851 підписано переглянутий договір про Поштовий союз між Австрією, Пруссією, Баварією, Саксонією, Ганновером, Вюртембергом, Баденом, Гольштейном, Люксембургом, Брауншвейгом, Мекленбург-Шверіном, Мекленбург-Стреліцем, Ольденбургом, Любеком, Гамбургом і поштовою адміністрацією Турн-і-Таксис. У Німецькому поштовому союзі (нім. «Deutsche Posterein»), як його відтоді називали, не передбачалась пошта, що перевозиться.
Примітні положення цього договору:
- Гарантія свободи транзиту поштових відправлень з помірним відшкодуванням за транзит;
- введення однакового поштового тарифу за пересилання листів з розбивкою за трьома відстанями;
- зниження поштового збору за друковані видання і комерційні зразки;
- оплата поштового збору стандартними марками;
- посередництво при замовленні газет;
- увічнення політичних кордонів щодо пошти, яка перевозиться, фактично посилок, таким чином, щоб спеціальний поштовий збір як і раніше стягувався за кожен поштовий регіон.

### Перше доповнення до переглянутого договору
1855 року у Відні відбулася ще одна конференція. На цій конференції узгоджено регламент союзу. Заборонено пересилання предметів, які небезпечно транспортувати. Цим доповненням регулювалися транзитні збори, доставка письмової кореспонденції і вказувалося, як чинити з листами без марок або з листами з недостатньою кількістю марок. Воно також регулювало гарантії щодо рекомендованих поштових відправлень, посилок, відправлень з оголошеною цінністю тощо.